# TWET
TWET – album muzyczny nagrany przez polskiego trębacza jazzowego Tomasza Stańkę i towarzyszących mu muzyków.
LP TWET (tytuł prawdopodobnie utworzony z pierwszych liter imion lub nazwisk wykonawców) to płyta należąca do nurtu free jazzu. Z trójką stale współpracujących muzyków: Tomaszem Stańką, Tomaszem Szukalskim i fińskim perkusistą Edwardem Vesalą zagrał wtedy amerykański basista Peter Warren. Wszystkie utwory to wspólne kompozycje uczestników sesji nagraniowej. Nagrania zarejestrowano 2 kwietnia 1974 w sali PWSM w Warszawie. Płyta weszła w skład serii Polish Jazz (vol. 39), wydanej w tym samym roku przez Polskie Nagrania „Muza”.

## Lista utworów
Strona A
| 1. | „Dark Awakening” (Stańko, Vesala, Warren, Szukalski) | 12:32 |
|    |                                                      |       |
| 2. | „Twet” (Stańko, Vesala, Warren, Szukalski)           | 7:08  |
|    |                                                      |       |
|    |                                                      | 19:40 |
|    |                                                      |       |
Strona B
| 1. | „Mintuu Maria” (Stańko, Vesala, Warren, Szukalski)   | 5:17  |
|    |                                                      |       |
| 2. | „Man from North” (Stańko, Vesala, Warren, Szukalski) | 10:23 |
|    |                                                      |       |
| 3. | „Night Peace” (Stańko, Vesala, Warren, Szukalski)    | 4:12  |
|    |                                                      |       |
|    |                                                      | 19:52 |
|    |                                                      |       |

## Muzycy
- Tomasz Stańko – trąbka
- Tomasz Szukalski – saksofon sopranowy, saksofon tenorowy, klarnet basowy
- Edward Vesala – perkusja
- Peter Warren – kontrabas

## Informacje uzupełniające
- Reżyseria nagrań – Janusz Urbański
- Operator dźwięku – Krystyna Urbańska
- Projekt okładki LP – Marek Karewicz
- Producent wykonawczy (CD Power Bros) – Krzysztof Popek
- Remasteryzacja (CD Power Bros) – Dariusz Szweryn
- Projekt okładki (CD Power Bros) – Witold Popiel
- Omówienie albumu (CD Power Bros) – Andrzej Schmidt
- Remasteryzacja (CD Polskich Nagrań) – Wojciech Marzec
- Opracowanie nagrań (CD Metal Mind) – Marcin Mikulski (edited&mastered)

## Edycje płytowe
- 1974 LP Polskie Nagrania Muza SX 1138, SXL 1138
- 1999 CD Power Bros Records PB 33860-2
- 2004 CD Polskie Nagrania PNCD 939
- 2008 CD Metal Mind Productions MMP5CDBOX006 (jedna z 5. płyt wchodzących w skład wydawnictwa Tomasz Stańko 1970 1975 1984 1986 1988) edycja limitowana 1000 egz. numerowanych